# 버번군 (조지아주)
버번군 또는 버번 카운티(Bourbon County)는 미국 조지아주에 위치한 군이다. 1785년부터 1788년까지 존재하였다.

## 역사
1785년 조지아 주지사 조지 매튜스(George Mathews)는 미시시피강 동쪽, 야주 강 남쪽, 다양한 아메리카 원주민 땅 동쪽, 위도 31도선 북쪽 지역에 조지아주 버번 카운티를 조직한 버번 카운티 법에 서명했다. 이때 조지아주의 서쪽 경계는 미시시피강(1763년 파리 조약에 따라)에 있었다. 이 지역은 나체즈(Natchez) 지역의 일부를 포함했으며 스페인이 주장한 지역의 일부이기도 했다. 버번 카운티는 1785년 2월 7일에 만들어졌다.
토머스 그린(Thomas Green)은 버번(Bourbon) 카운티를 집결하고 조직하려고 시도했지만 스페인 당국은 카운티가 스페인이 주장하는 지역을 점령했다는 사실 때문에 영토를 점령하려는 그의 노력에 저항했다.
조지아주는 새 군을 위한 민사 및 사법 공무원을 임명했지만 연방 정부의 압력을 받아 조지아 주 의회는 스페인과의 외교적 긴장을 줄이기 위해 1788년 2월 1일 버번 군을 창설하는 법안을 폐지했다. 연방 정부는 해결되지 않은 스페인 주장과 촉타우(Choctaw) 및 차카소(Chickasaw) 아메리카 원주민 부족의 주장이 이전에 존재했기 때문에 버번 카운티의 존재에 반대했다.
버번 카운티는 유럽 왕조인 버번 가문의 이름을 따서 명명되었다고 믿겨진다.

## 같이 보기
- 조지아주의 군 목록
- 버번군 (캔자스주)
- 버번군 (켄터키주)